# 孫傳奭
孫傳奭（?—?），安徽省鳳陽府壽州人，清朝政治人物、進士出身。
光緒九年（1883年），参加癸未科殿試，登進士二甲70名。同年五月，著以主事分部学习。